# 慕容超
慕容超（385年—410年），字祖明，十六國南燕末代皇帝，鮮卑人。

## 生平

### 早年
前秦建元六年（370年），前燕為前秦所滅後，慕容超之父慕容納一度仕於前秦，後來遷居於張掖（今中國甘肅省張掖市）。慕容納之弟慕容德受前秦帝苻堅之命隨軍南征東晉，留下金刀拜別母親公孫氏而去。
前秦建元十九年（383年），前秦於肥水之戰敗北，慕容納、德之兄慕容垂趁機起兵建後燕，前秦遂殺慕容納本人及慕容德諸子。公孫氏因年老而免死，慕容納之妻段氏正好懷孕，暫不執行死刑，羈押於獄中。有個叫呼延平的獄卒，是慕容德以前的下屬，慕容德曾免其死罪，對其有恩。因此，他幫助公孫氏及段氏逃至羌地，慕容超即於該處誕生。
慕容超十歲時，祖母公孫氏去世，臨終前把金刀給慕容超，說：「如果天下太平，你能夠向東回到故土，可以將這把刀還給你叔叔（慕容德）。」呼延平後來又讓慕容超母子逃亡到呂光在位時的後涼。後來的後涼王呂隆向後秦姚興投降，慕容超母子又被遷往長安（今中國陝西省西安市）。呼延平去世後，慕容超之母段氏讓慕容超娶呼延平之女。

### 行乞
慕容超認為幾位伯叔父先後在東方稱帝，恐怕被後秦知道身分，所以就裝成神智失常之人，並以行乞維生。後秦人都看不起他，遂對他不起疑，所以行動自由不受限制。當時已登上南燕帝位的慕容德聽說這件事，立即派使者迎接他，慕容超不告別母親、妻子即東行。後來到達南燕，呈獻金刀給慕容德，並告以其祖母也就是慕容德之母臨終的遺言，慕容德聽了之後哀傷不已。將慕容超封為北海王（即慕容纳在前燕的王爵），任命為侍中、驃騎大將軍、司隸校尉，開王府置僚佐。

### 立為太子
史載「慕容超身高八尺，腰帶九圍，姿器魁傑」，和慕容德頗為相似，而且「精彩秀髮，容止可觀」，《晉書》和《十六國春秋》皆載此時他才被取名為慕容超。慕容德由於年輕時生的兒子已經在前秦被殺害，晚年只有女兒沒有兒子，所以動了讓慕容超繼承之心。而慕容超亦深知慕容德的意思，因此「入則盡歡承奉，出則傾身下士」，於是輿論一致稱讚，不久即被立為太子。
南燕建平六年九月戊午（405年11月17日），慕容德去世，九月己未（11月18日），慕容超即皇帝位，改元太上。慕容超登位後，寵信舊部公孫五樓，聽信其言，大殺功臣，時稱“欲得侯，事五樓”。又喜好遊獵，使得人民苦不堪言。他的嬸母、皇太后段季妃等密謀廢掉他立慕容鐘，事發，慕容超殺了相關諸臣，廢黜了段季妃。
太上三年（407年），因母段氏、妻呼延氏尚留在後秦，遂向後秦稱藩，後秦就將其母、妻送還。慕容超追尊其父慕容納為穆皇帝，立其母為皇太后，妻為皇后。

### 被俘斬首
南燕向後秦稱藩後，慕容超即計畫南下攻擊淮北，使得東晉不堪其擾。太上五年（409年），東晉將領劉裕率軍進攻南燕反擊。次年二月丁亥日（410年3月25日），南燕都城廣固（今中國山東省青州市）陷落，慕容超被俘，被送往東晉都城建康（今中國江蘇省南京市）斬首。死後無諡號及廟號。
慕容超同時也是除了系出同源的吐谷渾外，五胡十六國時期源自鲜卑慕容部的最後一位帝王。

## 家族

### 父母
- 父亲慕容纳
- 母亲皇太后段氏

### 妻妾
- 妻子呼延皇后
- 幸姬魏夫人，410年正月初一魏夫人从慕容超登广固城，见东晋大军之盛，握住慕容超的手，相对而泣

## 相關人物
- 慕容鍾、慕容統、慕容根、慕容法、慕容鎮、慕容昱、慕容凝
- 段宏、段封
- 封融、封嵩、封孚

## 延伸阅读
[在维基数据编辑]
 《晉書·卷128》，出自房玄齡《晉書》